# اچ‌ام‌اس پیکتو (۱۸۱۳)
اچ‌ام‌اس پیکتو (۱۸۱۳) (به انگلیسی: HMS Pictou (1813)) یک کشتی بود که طول آن ۸۳ فوت (۲۵٫۳ متر) بود.